# Na drevesu brez imena
Na drevesu brez imena je krajša slovenska ljudska pravljica koroškega izvora. Zapisal jo je Vinko Möderndorfer, objavljena pa je v zbirki Koroške ljudske pravljice in pripovedke.  
Glavna tema pravljice je iskanje ugrabljene žene. Govori o dobrem pastirju, ki spozna ženo na zelo poseben način – ko po sedmih letih pripleza na ogromno visoko drevo, ki je brez imena. Na koncu sledi tipičen zaključek, ko dobro premaga zlo in dobri pastir srečno živi s svojo ženo do konca svojih dni.

## Vsebina
Nekoč je raslo čuda visoko drevo. Dvigalo se je proti nebu, da si lahko videl le deblo, vej in listja pa nikoli. Ker so ljudje hoteli dati drevesu ime, vendar niso vedeli kakšno listje ima, so več let zaman iskali junaka, ki bi si upal splezati do prve veje.
Nekega dne je iz daljnih južnih krajev prišel preprost človek, pastir, da bi jim izpolnil željo. Zahteval je tri sekire, vrv, ki bi segala do najvišje gore, in orla, ki bi mu prinašal hrano, ko vrv ne bi bila več dovolj dolga. Po sedmih letih je končno priplezal do prve veje, da bi jo odrezal in odnesel pokazati ljudem, vendar ga je premagala radovednost, zato se je odpravil pogledati še na vrh. Pot je bila kratka in kmalu je stopil na vrh drevesa brez imena, a že je stal na trdih tleh in drevesa ni bilo več. Okoli njega se je razprostirala sama ravnina.
Ker se je že stemnilo, je hodil proti svetlobi in prispel do gradu, kjer je živela lepa žena. Mladenič ji je povedal svojo zgodbo in žena mu je ponudila prenočišče ter službo hlapca. Skrbeti je moral le za tri konje: bronastega, srebrnega in zlatega. Pastir je službo z veseljem opravljal in teden je hitro minil. Že je prišla nedelja in gospodarica se je odpravila v vas, mladeniča pa poprosila naj varuje dom in konje, dokler se ne vrne. Hlapec je bil zelo užaljen, ker ga je pustila doma, vendar ga je potolažil bronasti konj. Naročil mu je naj se preobleče v častnika in z njim odjezdi med ljudi. Komaj se je mladenič vrnil nazaj v grad in pospravil stvari, že je prišla gospodarica. Tudi naslednjo nedeljo je hlapec prosil gospodarico naj ga vzame s seboj, vendar mu je tudi tokrat ni uspelo prepričati, zato se mu je ponudil srebrni konj, da ga on odpelje. Čez teden dni je sledila še tretja pobobna zgodba. V vas ga je odpeljal zlati konj, toda lastnica ga je zalotila pri dejanju in ker ga je videla jezditi njenega zlatega konja, se je moral zato z njo tudi poročiti. 
V nedeljo po poroki je bil mladenič prepričan, da ga bo tokrat žena zagotovo vzela s seboj, toda tudi tokrat mu je naročila naj kot gospodar zdaj še bolj skrbno varuje svojo posestvo. Ker se je dolgočasil, je šel raziskovati grad. V eni sobi je našel na steno pribitega velikana, ki je stokal, da je žejen. Mladenič mu je prinesel vina in za vsak kozarec pijače, ki ga je velikan spil, si je osvobodil del telesa in tako postal spet svoboden. Ko je domov prišla žena, je mladenič ugotovil, da je rešil njenega bivšega moža, ki je bil trikrat večji od njega. Pred davnimi leti ga je na steno pribila žena, ker je bil vrag. 
Velikan je ukradel mladeniču ženo in z njo izginil. Mladeniča je to zelo potrlo, zato je poskušal s svojimi konji nazaj ugrabiti ženo, ki je vsak večer hodila k studencu po vodo, vendar so ga vsakokrat ujele vragove sedmeronoge kobile in ženo ponovno odpeljale. Mož je izvedel, da lahko sedmeronoge kobile prehitijo le štirinajsteronoge, ki jih je imela čarovnica za devetimi gorami, zato se je odločil, da se odpravi do nje. 
Ko je po treh dneh hoje prišel do nje, jo je prosil za službo pastirja. Naročila mu je naj vsak dan odžene kobile na pašo, zvečer pa vse pripelje nazaj, drugače ga bo pribila na trinajsti žebelj poleg že dvanajstih pastirjev, ki niso bili kaj prida. Če se bo v treh dneh izkazal, bo lahko za nagrado odpeljal eno štirinajsteronogo kobilo. Vsako jutro mu je čarovnica pripravila kruh in meso za na pot in ko je pojedel meso, je postal tako žejen, zato je odšel k studencu. Ta voda pa ga je uspavala in ko se je zbudil pozno popoldan, konjev ni bilo nikjer več. Srečal je zajca in ta mu je povedal, da lahko iz žab začara konje in res mu je uspelo. Drugi in tretji dan je sledila podobna zgodba, toda tokrat je kobile začaral iz ovc in kokošjih jajc. Tako mu je le uspelo preživeti tri dni pri čarovnici, ne da bi izgubil katero kobilo, zato je lahko eno vzel s seboj. Ko je odjezdil, se je že bližala polnoč in zato je odšel k studencu, kamor je zahajala njegova žena. Mladenič jo je videl in ugrabil. Ko ju je opazil vrag, je hitro skočil na svojo sedmeronogo kobilo in odjezdil za njima. Skoraj ju je že dohitel, vendar je štirinajsteronoga kobila brcnila vraga v glavo in ga ubila.
Mož je vzel tudi vragovo kobilo s seboj domov in obe postavil v hlev ter ju nakrmil. Zjutraj je našel namesto dveh kobil dve krasni deklici. Zlati, srebrni in bronasti konji pa so se spremenili v krepke mladeniče. Mladeniča, ki sta bila zakleta v zlatem in srebrnem konju sta se poročila s prelepima deklicama. Tudi srečni mož in njegova žena sta se še enkrat poročila, da je njun zakon res držal. Vsi so praznovali svatbo in se veselili, prav tako mladenič, ki je bil zaklet v bronastega konja in ni dobil svoje neveste, mogoče tudi zato, ker je ostal dlje časa samski.

## Analiza pravljice po Vladimirju J. Prorpu
Leta 1928 je Vladimir J. Prorp izdaj knjigo Morfologija pravljice, v kateri poudarja pomen likov in funkcije pravljic. Prorp zagovarja teorijo, da se v pravljici pojavlja 31 zaporednih funkcij pravljice ter sedem glavnih vlog. Te so nasprotnik oz. zlikovec, junak, lažni junak oz. lažna rešitev, darovalec, pomočnik, vrednota in pošiljatelj. V pravljici Na drevesu brez imena se pojavi pet tipičnih vlog in enajst funkcij pravljice.
Vloge v pravljici
- Junak: v pravljici je dobri pastir. Najprej je edini, ki si upa splezati na velikansko drevo, nato pa reši še svojo ženo iz vragovih krempljev.
- Nasprotnika: vrag in čarovnica, ki ovirata glavnega junaka na poti do srečnega življenja.
- Lažna rešitev: v pravljici predstavlja studenec, kamor hodi pastir piti, ko je žejen. Mladeniča vedno premaga žeja in zato si nakopa še večje težave, ko izginejo kobile, katere varuje.
- Pomočniki: konji.
- Vrednota: pastirjeva žena, za katero se bori.

Funkcije pravljice
- Odhod od doma: glavni junak se odpravi za sedem let na velikansko drevo
- Prepoved za junaka: gospodarica noče vzeti pastirja s sabo v vas med ljudi ter mu naroči naj skrbno varuje dom
- Kršitev prepovedi: pastir kljub temu, da mu gospodarica ukaže naj varuje grad, odjezdi v mesto
- Škodljivec prevara: pastir da velikanu piti in ko se ta osvobodi mu ukrade ženo
- Žrtev nasede prevari: ko čarovnica da pastirju meso, ve da bo postal zaradi tega žejen in bo odšel k studenca (studenec ga uspava in zato izgubi kobile).
- Junak prejme čudežno sredstvo: ko začara nazaj kobile
- Junak pride k objektu iskanja: pastir prijezdi na kobili do studenca, kamor je vsak večer hodila njegova žena
- Škodljivec je premagan: kobila udari vraga in ga ubije
- Naloga je rešena: pastir reši svojo ženo in deklice ter mladeniče, ki so bili zakleti v podobah živali.

## Interpretacija oseb
- Mož-pastir

Predstavlja glavni knjiženi lik v pravljici. Je predstavnik dobrega sveta in ima vlogo junaka. Najprej je edini, ki si upa na vrh velikanskega drevesa, nato pa se spopade še z vragom in čarovnico z željo, da bi rešil svojo ženo. 
- Žena

Pomaga pastirju, ki jo prosi za prenočišče in službo, zato je pozitivna oseba. V pravljici predstavlja žrtev, ki jo glavni junak rešuje iz dane situacije in predstavlja tudi edini cilj za katerega se pastir bojuje.
- Vrag

Je stranska književna oseba in predstavnik zla sveta (sovražnik dobrega moža). Predstavlja velikana, ki je trikrat večji od moža in žene, zato je to izmišljena oseba.
- Čarovnica

Je stranska književna oseba in predstavlja zlo (sovražnik dobrega moža) prav tako kot vrag, saj je čarovnica vragova botra. Opisuje jo kot umazano, črno in zanemarjeno žensko, ki živi v razpadajoči stari hiši.
- Konji (zlat, srebrn, bronast)

Predstavljajo pravljična oz. izmišljena bitja in imajo čarobno moč ter znajo celo govoriti. Predstavljajo ostanke totemizma, ko so imeli ljudje živali za toteme. Stojijo ob strani dobrega moža in mu pomagajo, ko mož to pomoč res potrebuje. Ko je žalosten, ker ga žena ne odpelje s seboj v vas, odjezdi z njimi in ko mu vrag odpelje ženo, mu jo pomagajo nazaj ugrabiti. Na koncu se spremenijo v postavne mladeniče, kar imenujemo metamorfoza (pravljici da večjo barvitost, abstraktnim pojmom da konkretno podobo, večja notranja globina pravljice)
- Kobile (sedmeronoge in štirinajstnoge)

Predstavljajo sovražnice dobrega moža, saj jih imajo v lasti zli ljudje. V nasprotju s konji ne znajo govoriti in nimajo čarobne moči, vendar lahko hitreje tečejo, ker imajo več nog, zato so izmišljena bitja. Na koncu se kobili, ki ju je dobil dobri mož, spremenita v lepotici.
- Na drevesu brez imena

Predstavlja dogajalni prostor v pravljici, ki je izmišljen (fantastika). Tukaj (na vrhu) se odvija celotna zgodba.
- Ravnina

Predstavlja dogajalni prostor v pravljici, ki odpira več možnih poti.
- Lučka oz. svetloba

Predstavlja pot iz stiske (rešitev).
- Studenec

Je navidezna rešitev v stiski, ki glavnega junaka privede še do večjih težav.

## Analiza pravljice
Pripovedovalec je tretjeosebni oziroma vsevedni, ki je nepoznan. Dogajalni čas in kraj nista natančno določena, kar je značilnost ljudskih pravljic. Razberemo lahko približen čas celotnega dogajanja. Najprej glavni književni lik sedem let pleza po drevesu. Ko pride na drug svet (na ravnino) celotno dogajanje v pravljica traja še nekaj mesecev. Dogajalnih prostorov je več: drevo, grad, vas, pašnik,… Glavni lik je pastir, stranski pa so žena, vrag, čarovnica in živali. Vsi književni liki so brez imen, kar je prav tako značilnost ljudskih pravljic.
V pravljici se zgodijo trije ključni dogodki. Prvi tak dogodek je, ko glavna književna oseba pripleza na vrh velikanskega drevesa in spozna ženo. Tukaj se začne pravljica zapletati, ko mu gospodarica ne pusti zraven v vas in zato mladenič odjezdi s konji. Pri tem ga zaloti gospodarica in zaradi tega sledi poroka. Drugi zaplet sledi, ko mladenič najde velikana in ga osvobodi. Ta pa mu nato ugrabi ženo in z njo pobegne. Tretji zaplet pa je, ko pastir ugotovi, da s svojimi konji ne more rešiti žene, zato mora k čarovnici po štirinajsteronogo kobilo. Ko si končno prisluži hitro kobilo, pa se začne pravljica počasi razpletati, ko mož reši svojo ženo in kobila ubije hudobnega vraga. Temu sledi srečen konec, ko dobro zmaga nad zlim.
Za to pravljico je značilna tudi personifikacija živali, ki imajo sposobnost govorjenja in razmišljanja (obnašajo se kot ljudje) ter pa metamorzofija, ko se živali spremenijo v ljudi (in obratno).
Pojavljajo se različni motivi:
- želja po poimenovanju drevesa
- Radovednost
- Iskanje prenočišča
- Želja po druženju
- Iskanje žene
- Srečna vrnitev domov

Slog
- Okrasni pridevki: čuda visoko drevo, preprost človek, daljnih južnih krajev, lepa žena, mladi gospodar, zamazana bajtam, kljukast nos…
- Pomanjševalnice: lučka, poličica…
- Primerjave: dvigalo se je proti nebu kakor dim goreče zemlje; velikan, ki je bil trikrat večji od njega…
- Pravljična (mistična) števila: trije konji, tri dni, sedem let, sedmeronoge kobile, za devetimi gorami, trinajsti žebelj…

## Motivno - tematske povezave
Motiv metamorfoze oz. pojava, ko se ljudje spremenijo v živali in obratno se pojavlja velikokrat v domači in tuji književnosti:
- Pastirček in čarovnikova hči, ljudska pravljica
- Jure kvak - kvak, Saša Vergi
- Sin jež, Fran Miličinski
- Ježek Janček, Jacob in Wilhelm Grimm
- Žabji kralj, Jacob in Wilhelm Grimm
- Lepotica in zver

## Izdaje
- Koroške ljudske pravljice in pripovedke, Vinko Möderndorfer, Založba DRAVA Celovec, 1992
- Koroške narodne pripovedke, Vinko Möderndorfer, Celje 1946)
- Slovenska ljudska pripoved, Mladinska knjiga Ljubljana, 1966
- Ljudske pripovedi izbrano delo, Mladinska knjiga Ljubljana, 1972